# اورازگیلدی
اورازگیلدی (انگلیسی: Urazgildy) یک شهرک در شهرستان تاتیشلینسکی استان باشقیرستان کشور روسیه است.